# Lazaréto
Pour l’article ayant un titre homophone, voir Lazaretto.
Lazaréto ou Lazarétto (en grec moderne : Λαζαρέτο, provenant du terme « lazaret ») est une île grecque appartenant à l'archipel des îles Ioniennes.

## Localisation
L'îlot se situe sur la côte nord-est de l'île de Corfou, à environ 1 km de la côte, 4 km nord-ouest de Corfou et 1,5 km à l'est de Kondókali. Sa superficie est de 7 hectares.
Depuis 2019, elle est rattachée au dème de Corfou-Centre et des îles Diapontiques dans le cadre du programme Clisthène I.

## Histoire
L'îlot était autrefois appelé Aghios Dimitrios. 
Sous la période vénitienne, un monastère y est installé au début du XVIe siècle. Plus tard dans le même siècle, y est construite une léproserie qui donne son nom à l'îlot : "Lazaretto". C'est la  la première installation de quarantaine dans la région ionienne.
Pendant l'occupation française, en 1798 la flotte russo-turque se sert de l'îlot comme hôpital militaire. Puis vient l'occupation britannique ; en 1814 la léproserie est rénovée et réouverte. Après l'intégration des îles Ioniennes à la Grèce en 1864, la léproserie ne fonctionne qu'en cas de besoin.
Pendant la guerre civile grecque (1946-1949), un camp de concentration y est établi pour les prisonniers politiques ; nombre d'entre eux y ont été exécutés (112 ou 118 exécutions y ont été confirmées, selon les archives municipales de 1947 à 1950). Les premières exécutions ont eu lieu en 1947 et la dernière en 1962.
En 1992, l'îlot est classé site historique grâce aux efforts persistants de l'Association Lazaretto, rassemblant parents et amis des prisonniers exécutés.
En 2003 Greek Tourism Properties SA fait un appel d'offres pour sa rénovation de l'îlot, mais sans résultat. Propriété de l'État, l'îlot a été remis à la municipalité de Corfou pour 20 ans pour le promouvoir culturellement. Les vestiges de la léproserie comprennent une loge de voyageurs à deux étages, l'église Aghios Dimitrios et des restes épars de bâtiments, de petites tours, de citernes et le vieux cimetière. Le mur contre lequel les prisonniers ont été exécutés pendant la guerre civile a auparavant fait partie du mur d'enceinte du site de mise en quarantaine.
En 2006 ou début 2007, la municipalité de Corfou fait réaliser une étude architecturale qui reçoit l'approbation du ministre-adjoint de l'Environnement Stavros Kaloyiannis. L'idée est de construire un musée d'histoire médicale et de réconciliation nationale, et de rénover les environs pour les rendre entièrement accessibles au public ; l'ancienne léproserie est alors en cours de restauration. Selon l'étude, « le bâtiment principal de la léproserie sera utilisé comme espace d'exposition et de réception publique, tandis que le reste des activités du musée se concentrera dans une annexe à construire à l'arrière du bâtiment classé ».
En 2025 la municipalité en est restée au stade du papier quant à la mise en œuvre de ces projets. Mais l'Association Lazaretto s'est investie pour y créer des chemins, un mémorial, un bâtiment de musée et une chapelle.
Chaque année, une cérémonie du souvenir a été tenue pour honorer les morts de la guerre civile (le dimanche 29 octobre en 2023).